# Migowska Struga
Migowska Struga, Migowska Strużka – nieoficjalna nazwa strugi znajdującej się w całości w granicach administracyjnych Gdańska i przepływającej przez dzielnice Piecki-Migowo oraz Brętowo. Prawobrzeżny dopływ Strzyży.

## Przebieg
Struga bierze swój początek w okolicach skrzyżowania ulic Zacnej oraz Myśliwskiej, dalej płynie w kierunku północnym i przepływa pod wiaduktem PKM, dawniej linii kolejowej Gdańsk Wrzeszcz – Stara Piła, aby w okolicach skrzyżowania ulic Potokowej i Matemblewskiej połączyć się ze Strzyżą.